# No Survivors, Please
No Survivors, Please (în germană Der Chef wünscht keine Zeugen - cu sensul de Șeful nu vrea martori) este un film SF post-apocaliptic polițist americano-german din 1963 regizat de Hans Albin și Peter Berneis. În rolurile principale joacă actorii Karen Blanguernon, Burr Jerger, Wolfgang Zilzer, Teddy Turner, Stefan Schnabel.

## Prezentare
Extratereștrii încearcă să preia Pământul folosind trupurile oamenilor în momentul morții lor ca instrumente în planurile acestora de invazie.

## Actori
- Maria Perschy este Ginny Desmond
- Robert Cunningham este John Farnsworth
- Uwe Friedrichsen este Howard Moore
- Karen Blanguernon este Vers Svenson
- Gustavo Rojo este Armand de Guedez
- Rolf von Nauckhoff
- Rolf Wanka
- Armin Dahlen
- Ted Turner